# Susie Whan
Susie Whan (1977) è un'ex sciatrice alpina australiana.

## Biografia
In Australia New Zealand Cup la Whan conquistò l'ultima vittoria, nonché ultimo podio, il 15 settembre 1995 a Whakapapa in slalom speciale, mentre in Nor-Am Cup il suo ultimo podio fu il 3º posto ottenuto nella discesa libera di Lake Louise dell'11 dicembre 1997. Si ritirò all'inizio della stagione 1999-2000 e la sua ultima gara fu uno slalom gigante FIS disputato il 27 agosto a Thredbo; non debuttò in Coppa del Mondo né prese parte a rassegne olimpiche o iridate.

## Palmarès

### Nor-Am Cup
- Miglior piazzamento in classifica generale: 20ª nel 1998
- 1 podio (dati dalla stagione 1994-1995):
  - 1 terzo posto

### Australia New Zealand Cup
- 2 podi (dati dalla stagione 1994-1995):
  - 1 vittoria
  - 1 secondo posto

#### Australia New Zealand Cup - vittorie
| Data              | Località  | Paese         | Specialità |
| ----------------- | --------- | ------------- | ---------- |
| 15 settembre 1995 | Whakapapa | Nuova Zelanda | SL         |

Legenda:

SL = slalom speciale